# Berson
Berson är en kommun i departementet Gironde i regionen Nouvelle-Aquitaine i sydvästra Frankrike. Kommunen ligger i kantonen Blaye som tillhör arrondissementet Blaye. År 2022 hade Berson 1 833 invånare.

## Befolkningsutveckling
Antalet invånare i kommunen Berson
Referens:INSEE